# Arktisk flickblomfluga
Arktisk flickblomfluga (Melangyna arctica) är en tvåvingeart som först beskrevs av Zetterstedt 1838.  Arktisk flickblomfluga ingår i släktet flickblomflugor, och familjen blomflugor. Arten är reproducerande i Sverige. Inga underarter finns listade i Catalogue of Life.